# LiAZ
LiAZ (en ruso: Ликинский автобусный завод (ЛиАЗ), romanizado: Likinskiy Avtobusnyi Zavod, literalmente en español Planta de Autobuses de Likino) es un fabricante de autobuses ruso ubicada en Likino-Dulyovo (Rusia), subsidiaria de propiedad absoluta de GAZ. Se especializa en el diseño y fabricación de autobuses de clase grande y extra grande (longitud de más de 10,5 metros).
A partir de 2015, el Grupo GAZ implementó una estrategia de unificación de marca para todas sus filiales dedicadas a la fabricación de autobuses. Desde entonces, los vehículos de nueva producción comenzaron a lucir el emblema del ciervo característico de la empresa GAZ.

## Historia
La fábrica fue fundada en 1937 como planta de procesamiento de madera LOZOD (Likino Engineered Wood Test Factory). Producía productos de madera prensada, así como tableros de partículas de madera.
En 1944, la fábrica pasó a llamarse LiMZ (Fábrica de Maquinaria Likino) y comenzó a producir maquinaria pequeña como sierras eléctricas y generadores portátiles. 
En 1959 la fábrica comenzó a ensamblar autobuses de pasajeros ZIL-158. Ese mismo año pasó a llamarse LiAZ. En 1967 la fábrica diseñó y comenzó a fabricar el primer modelo de autobús propio denominado LiAZ-677 . La fábrica produjo 194.183 autobuses de este modelo en los siguientes 29 años. 
En 1986 se inició la producción del modelo LiAZ-5256, que hasta diciembre de 2013 se había convertido en el autobús de gran tamaño más común en Rusia, con más de 24.650 unidades fabricadas.
Después del colapso de la Unión Soviética, LiAZ comenzó a experimentar dificultades. En 1996 cesó la fabricación de autobuses y la fábrica se declaró en quiebra en 1997. Desde entonces, la fábrica ha sido reestructurada y ahora se conoce como Likinskij Avtobusnyj Zavod LLC. En 2000 fue adquirida por la RusAvtoProm y desde 2005 forma parte del Grupo GAZ.
LiAZ también fabricó trolebuses entre 2005 y 2012.  

## Modelos

### Autobuses

#### Histórico
- ZIL-158/LiAZ-158 (1959-1970), autobús con motor delantero
- LiAZ-677 (1967–1996), autobús con motor delantero y transmisión automática
- LiAZ-5256 (1986–2021)
- LiAZ-5293 (2006-2021)
- LiAZ-5917 (1989-1992)
- LiAZ-5918 (1989-1992)
- LiAZ-6212 (2002-2014)
- LiAZ-6220 (1992), trolebús articulado basado en el LiAZ-5256
- LiAZ-6224 (2004-2005)
- LiAZ-6234 (2008), trolebús articulado basado en el LiAZ-6213
- LiAZ-6240 (1994), articulado basado en LiAZ-5256
- Autobús eléctrico LiAZ-6274 (2012-2019)

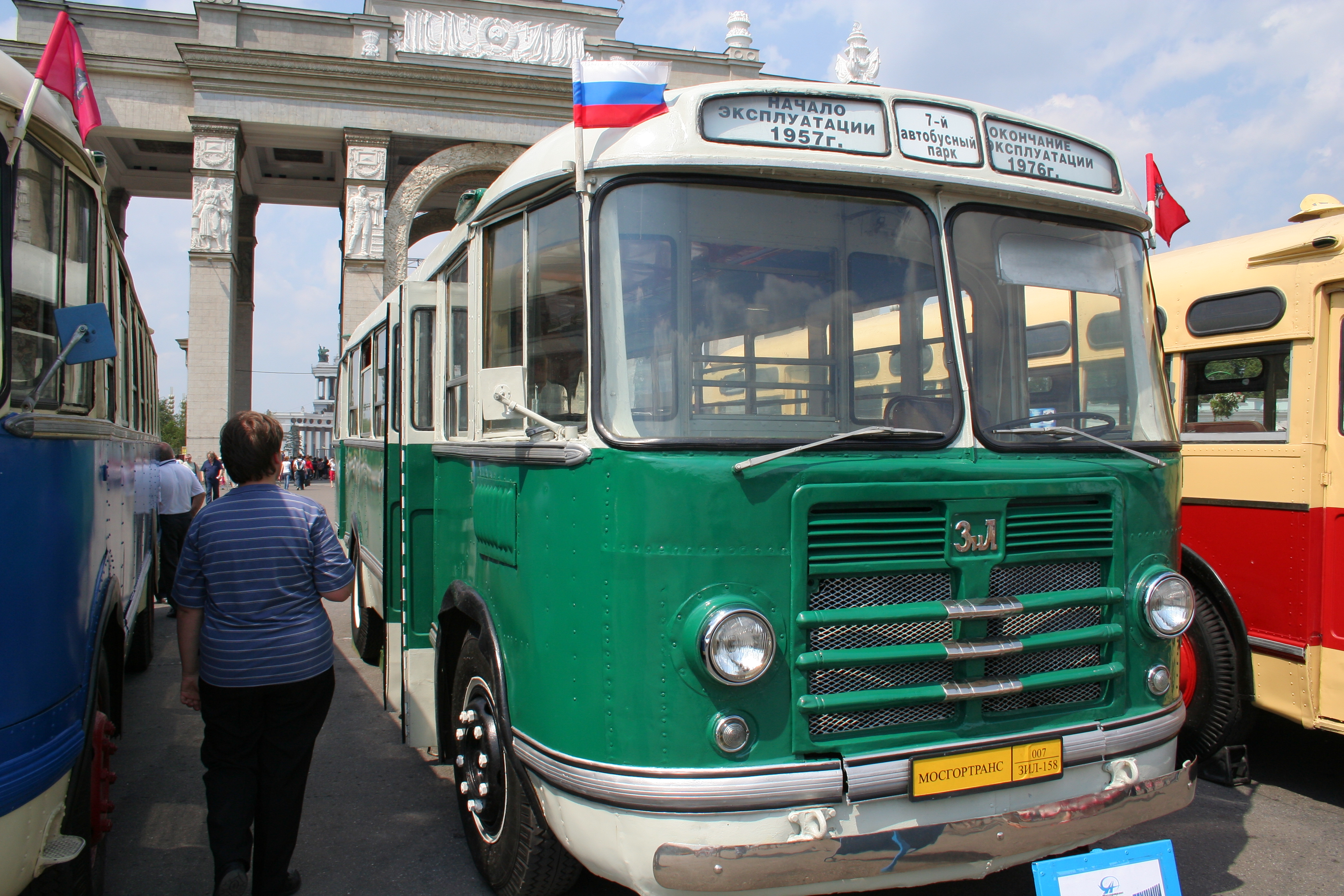
ZIL-158
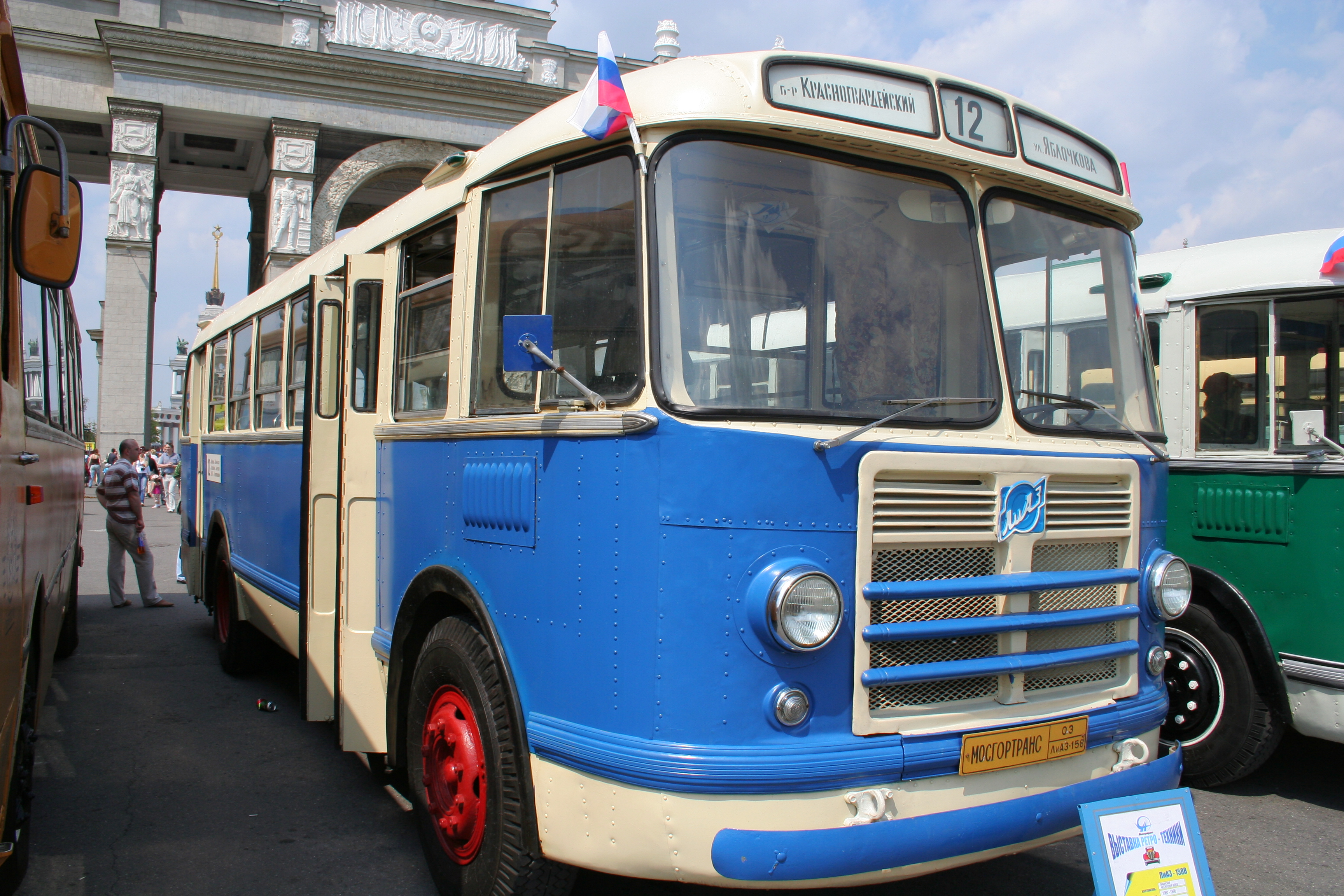
LiAZ-158 (ZIL-158V), 1965
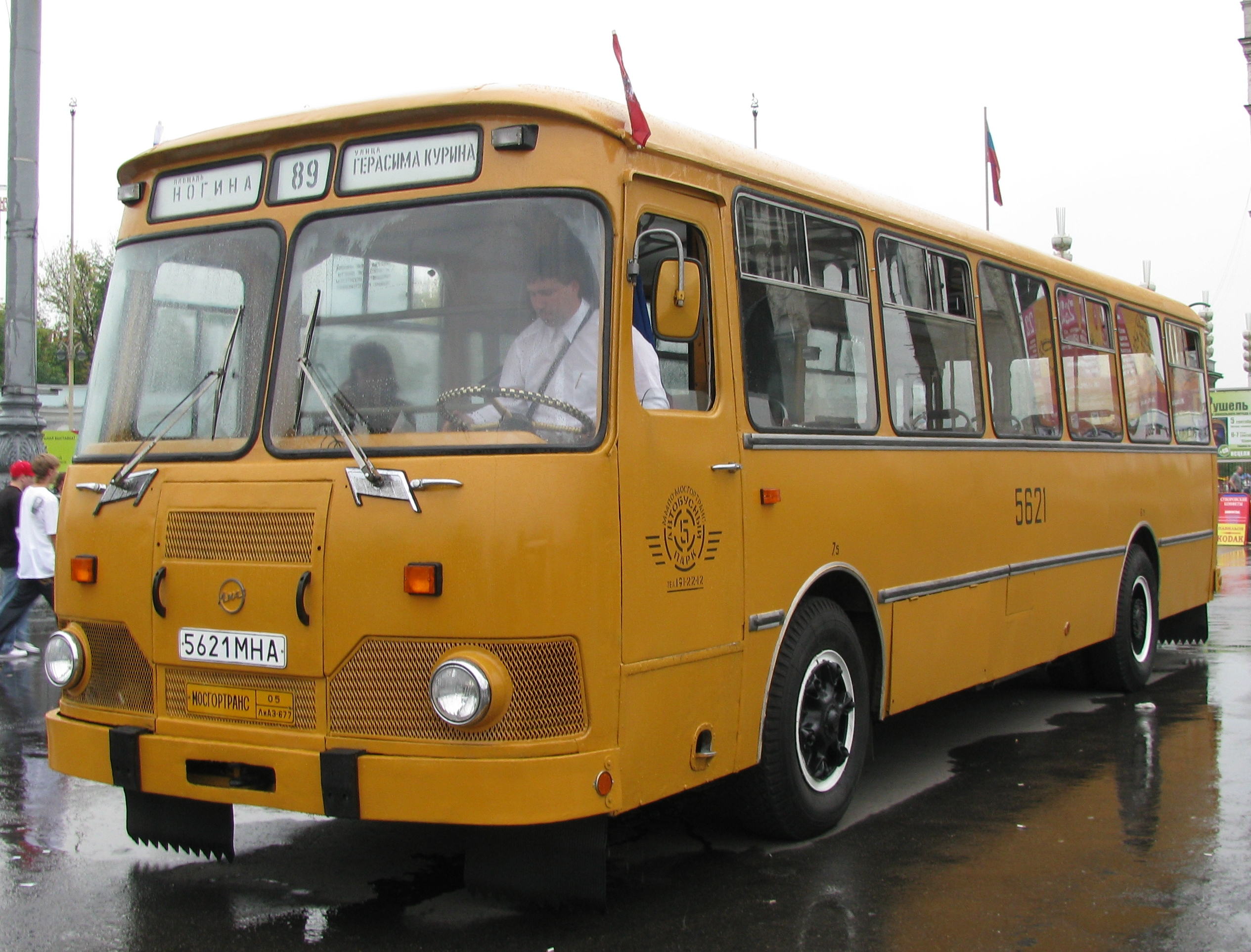
LiAZ-677M
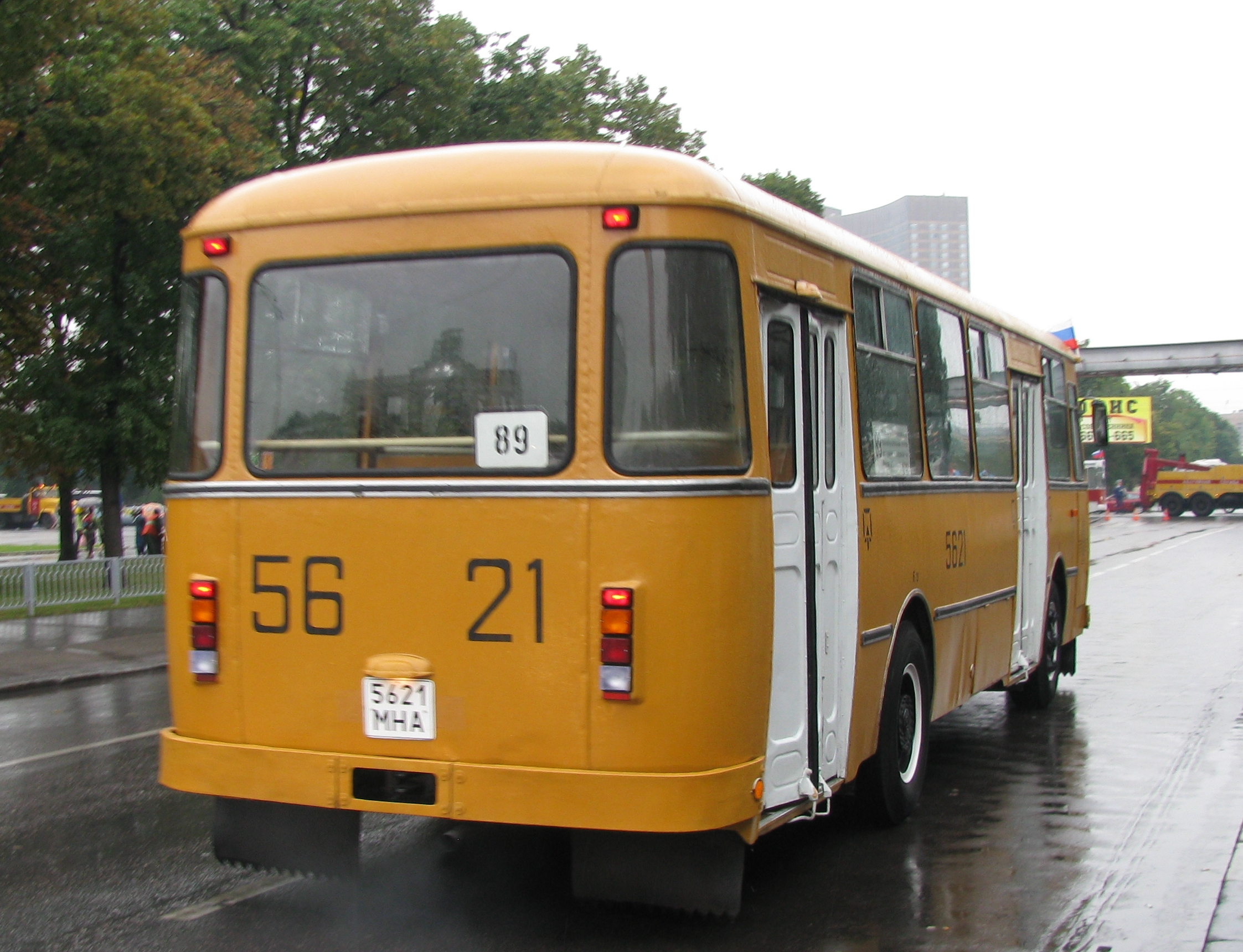
LiAZ-677M, vista trasera

#### Gama de modelos actual
- LiAZ-4292 (desde 2015), autobús urbano de piso bajo de clase media
- LiAZ-5250 (desde 2017)
- LiAZ-5251 (desde 2014)
- LiAZ-5290 (desde 2017)
- LiAZ-5291 (desde 2014)
- LiAZ-5292 (desde 2004), autobús de piso bajo con motor trasero. Los autobuses de este modelo se utilizaron en los Juegos Olímpicos de 2014 en Sochi.
- LiAZ-5293 (desde 2006), autobús de entrada baja con motor trasero
- LiAZ-6213 (desde 2007), autobús articulado de piso bajo basado en el LiAZ-5292
- LiAZ-6228 (desde 2014)
- LiAZ-6274 (desde 2012), autobús eléctrico de piso bajo

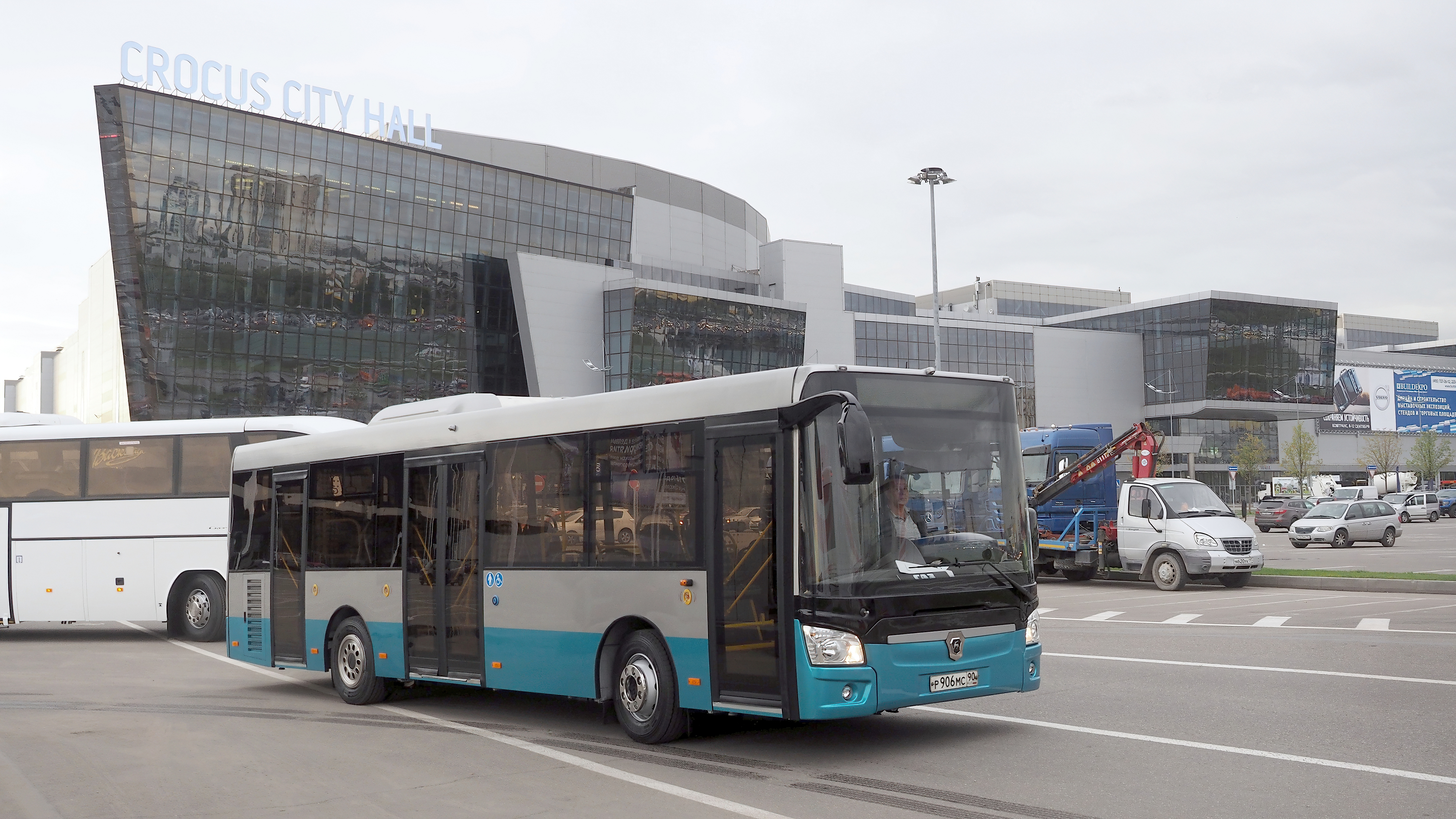
LiAZ-4292
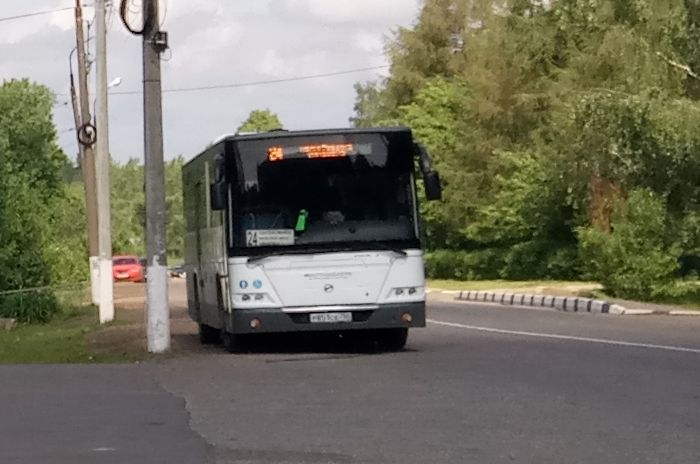
LiAZ-5250
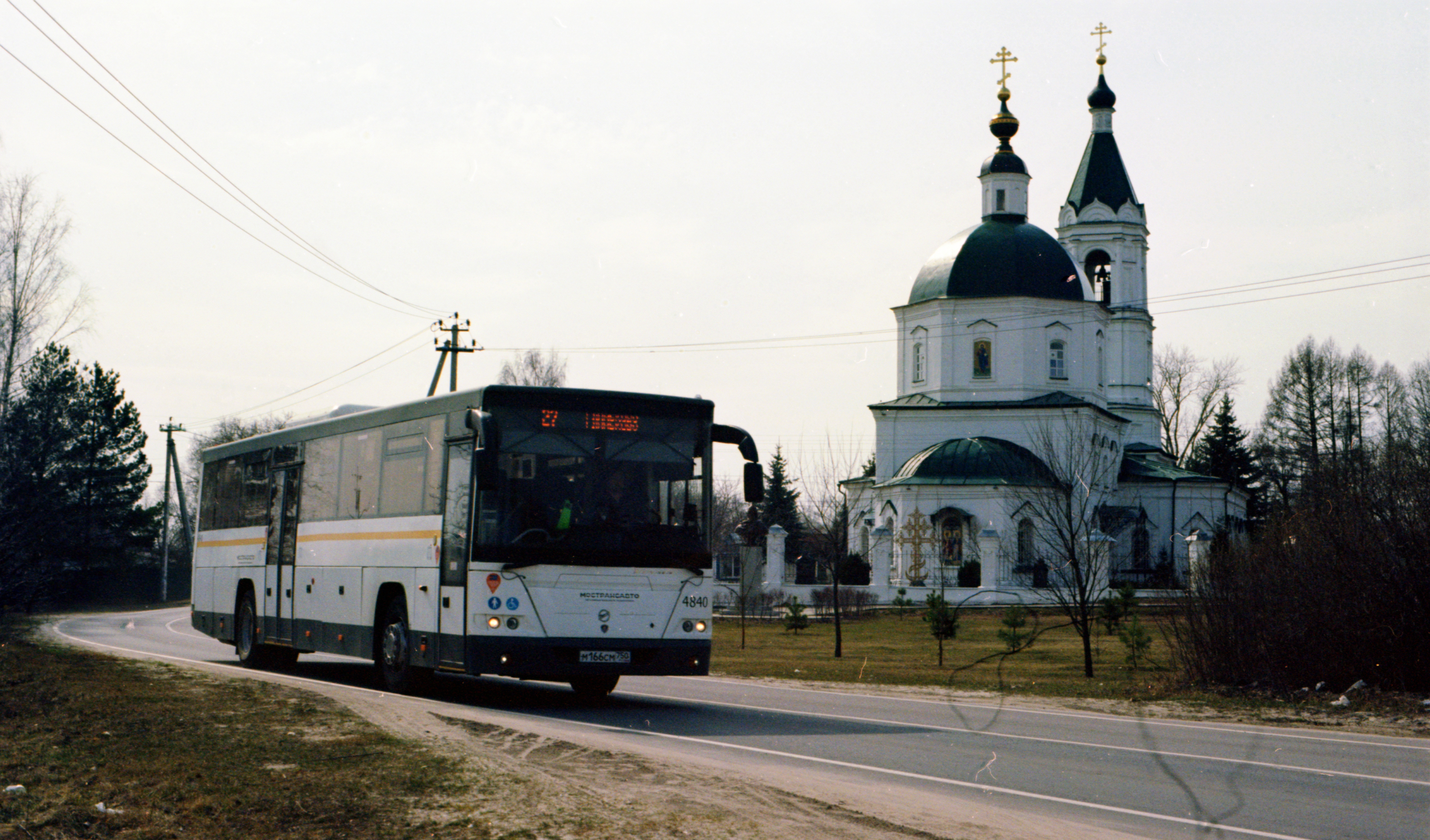
LiAZ-5251
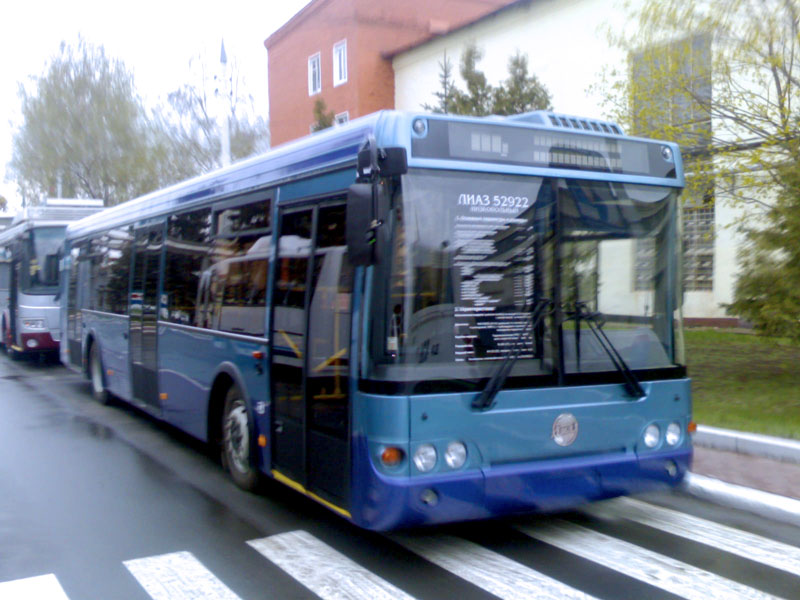
LiAZ-5292
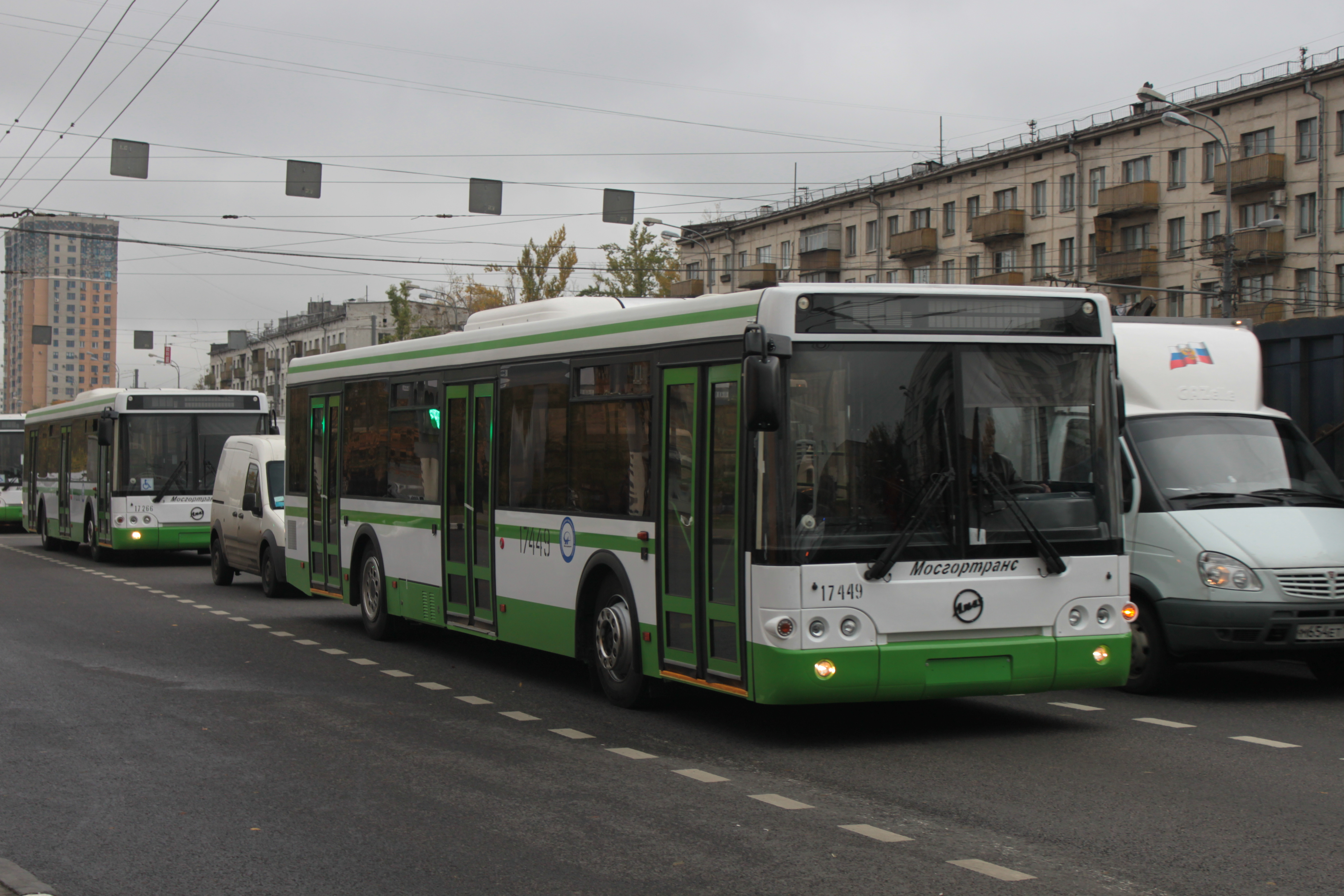
LiAZ-5292 rediseñado en 2011
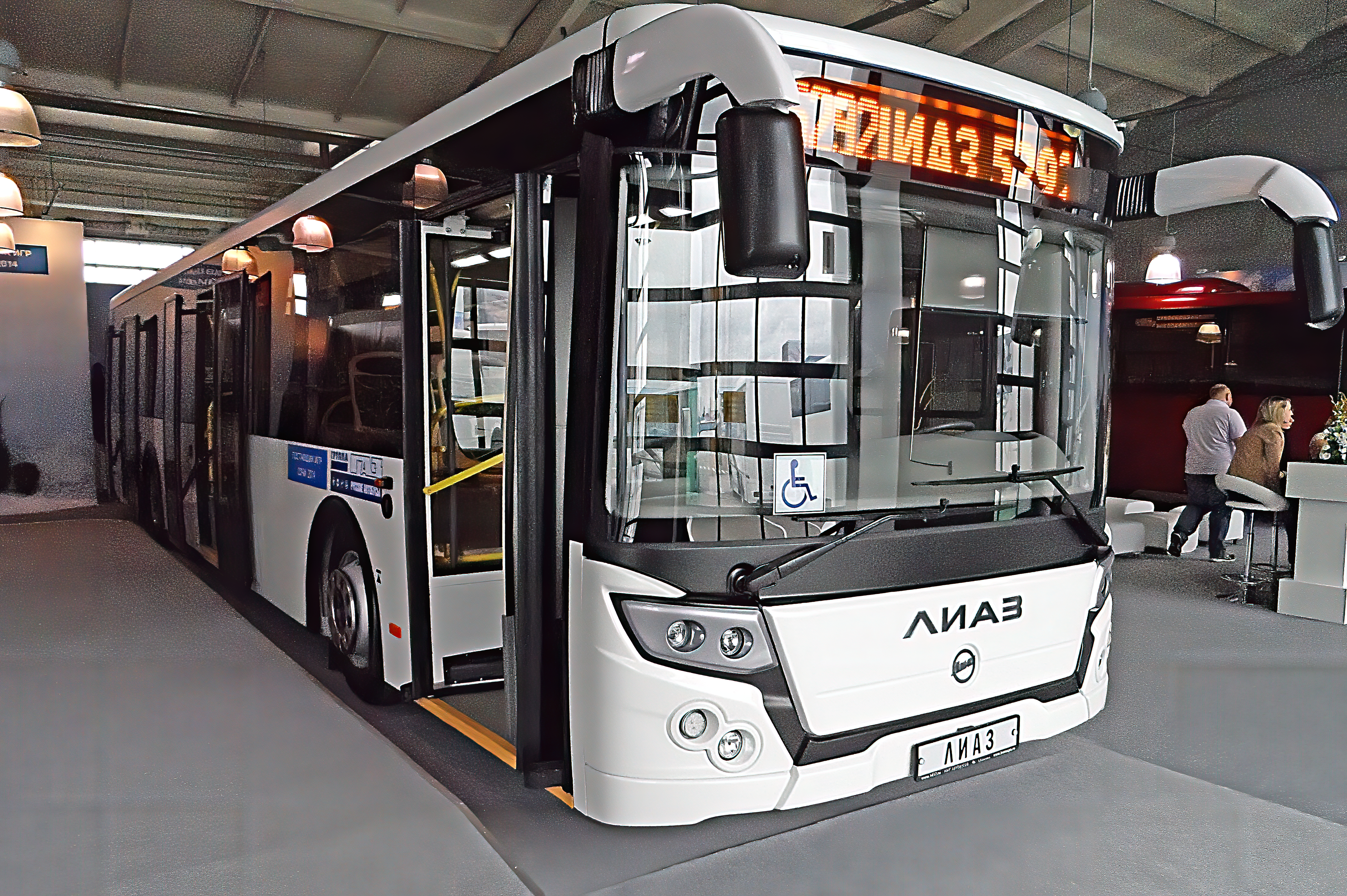
LiAZ-5292 rediseñado en 2013
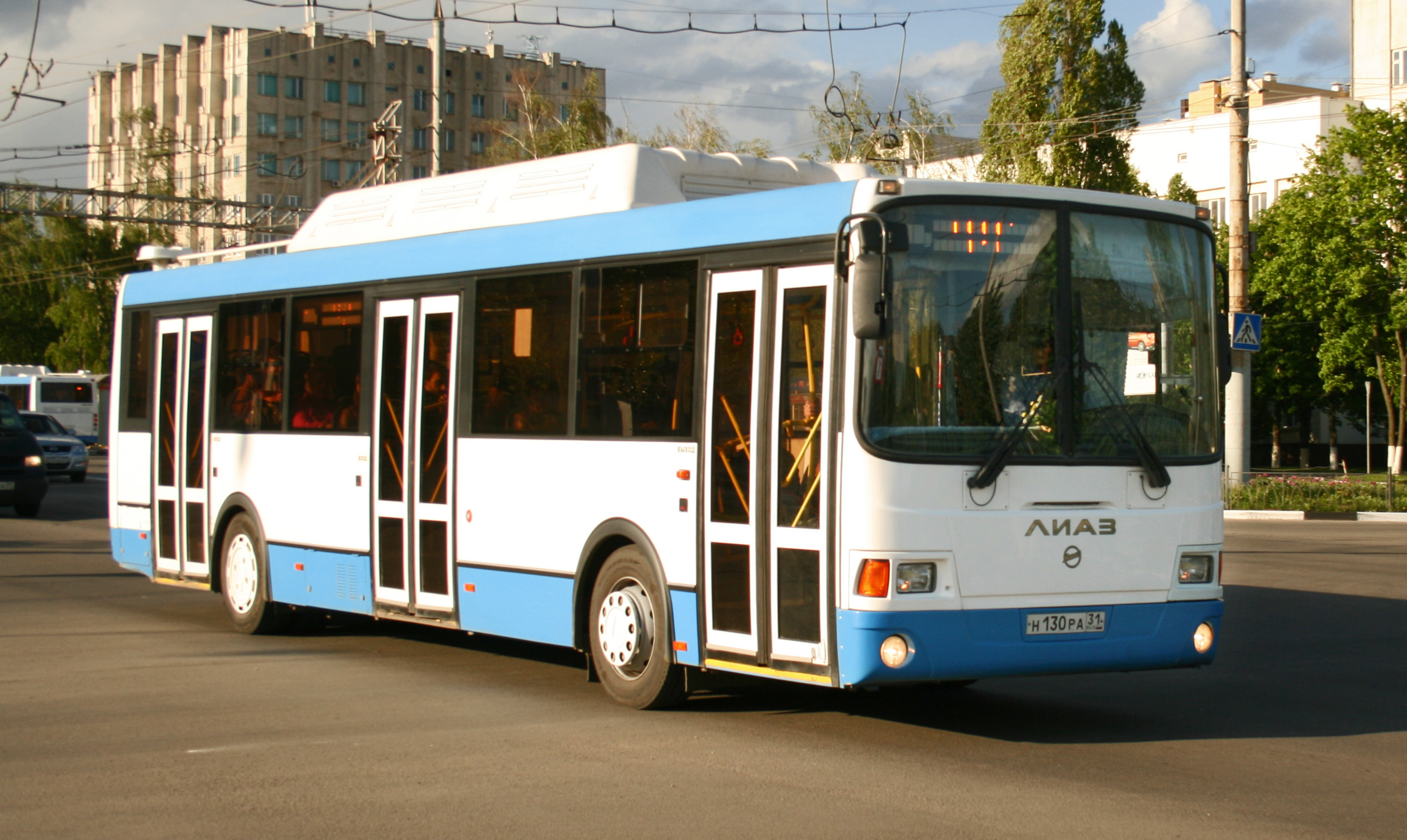
LiAZ-5293
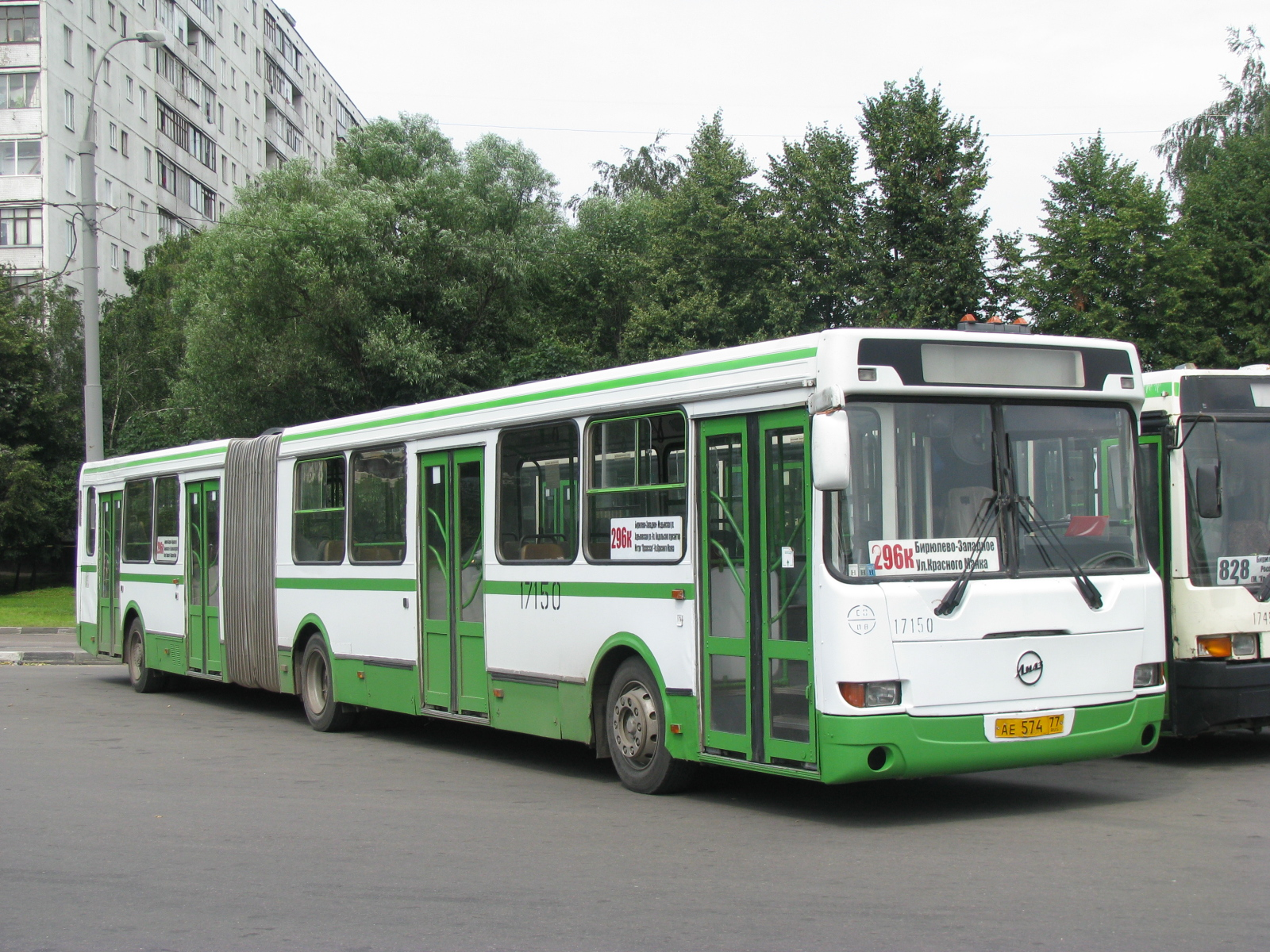
LiAZ-6212
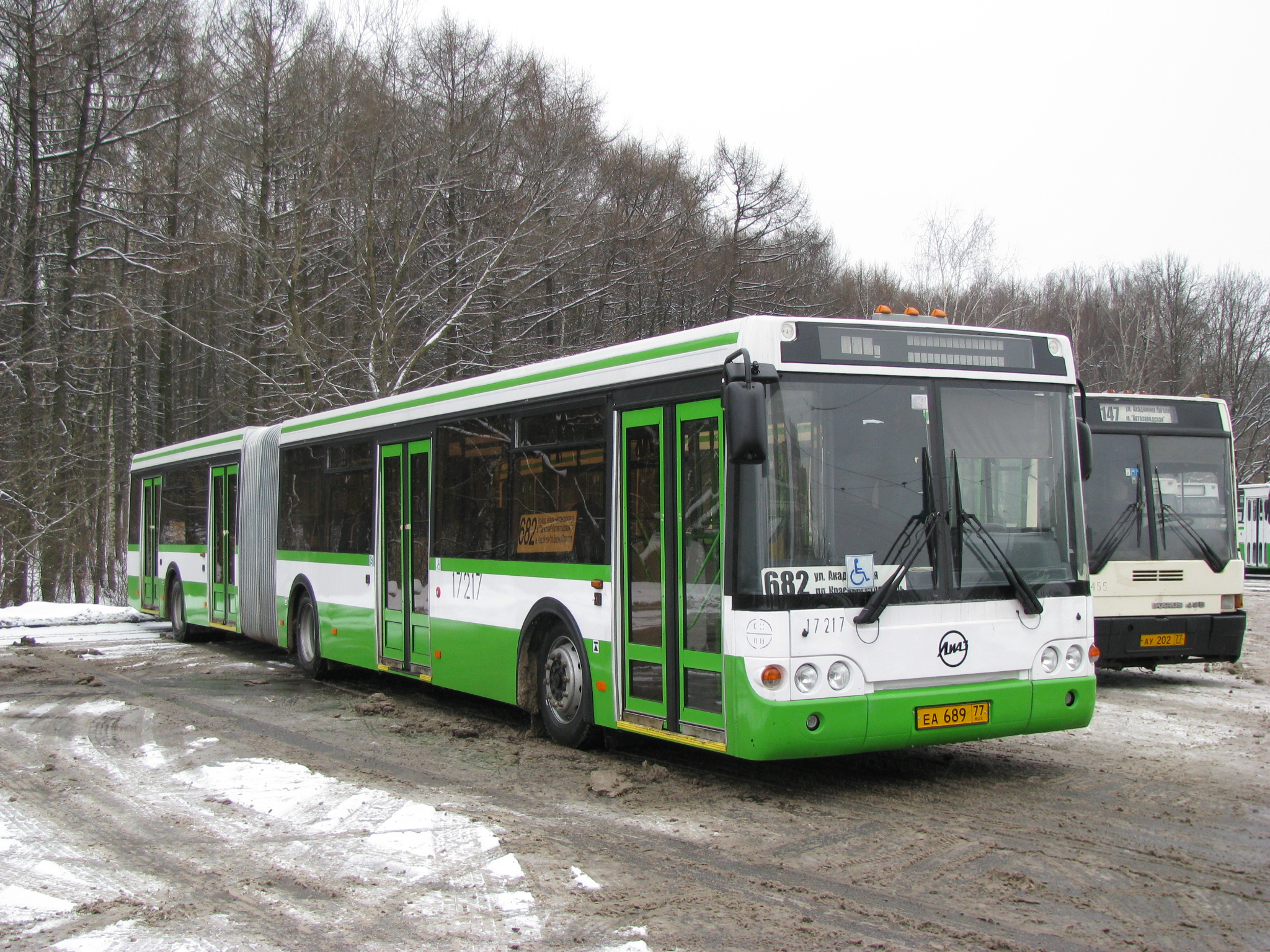
LiAZ-6213

### Trolebuses
- LiAZ-5280 (2005-2012), trolebús basado en LiAZ-5256
- LiAZ-52802, trolebús de piso bajo basado en LiAZ-5292
- LiAZ-52803, trolebús de acceso bajo basado en LiAZ-5293

## Galería

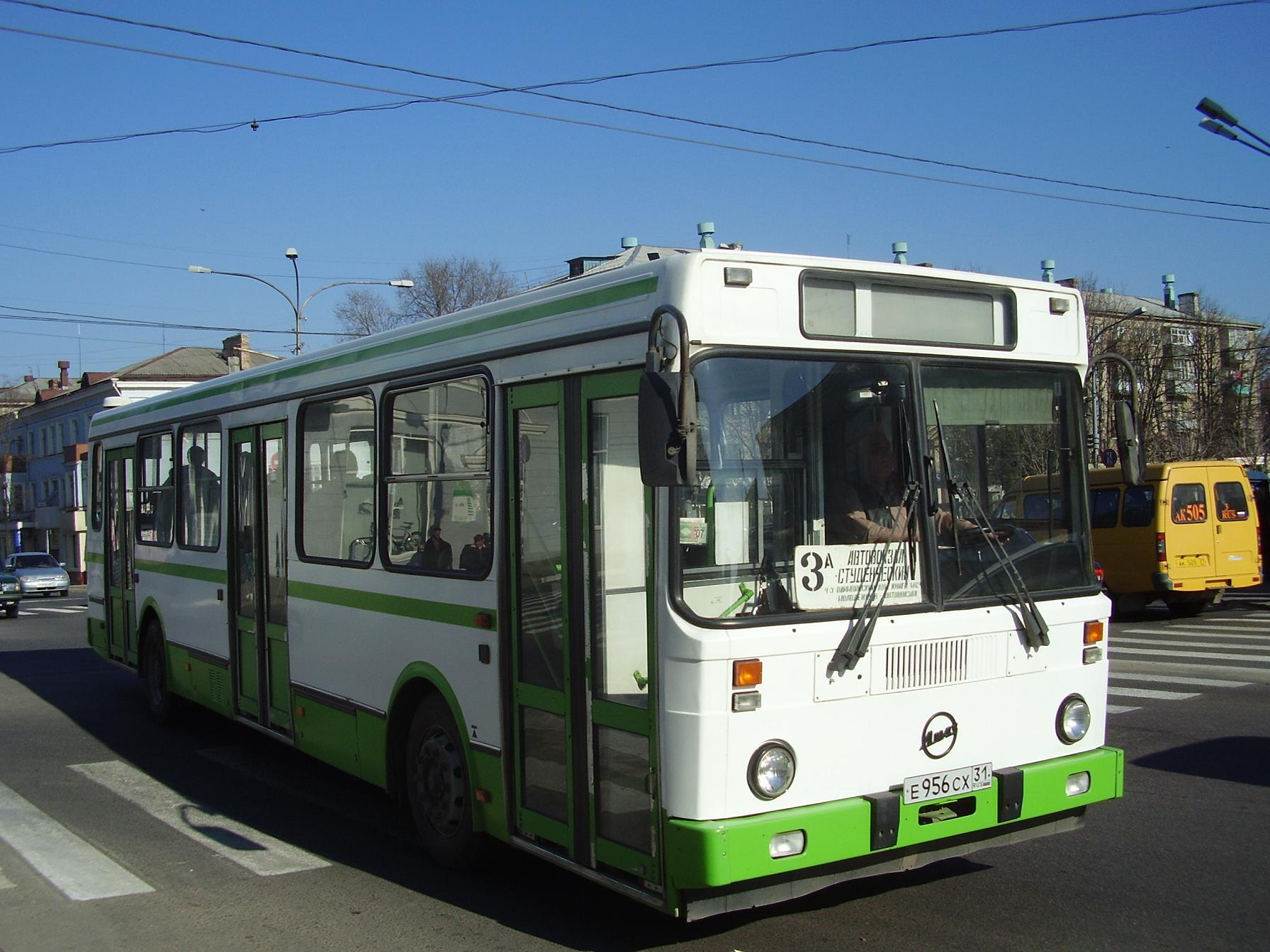
Autobús LiAZ-5256 (primera generación, anterior a 2005) en Stari Oskol (Óblast de Bélgorod)
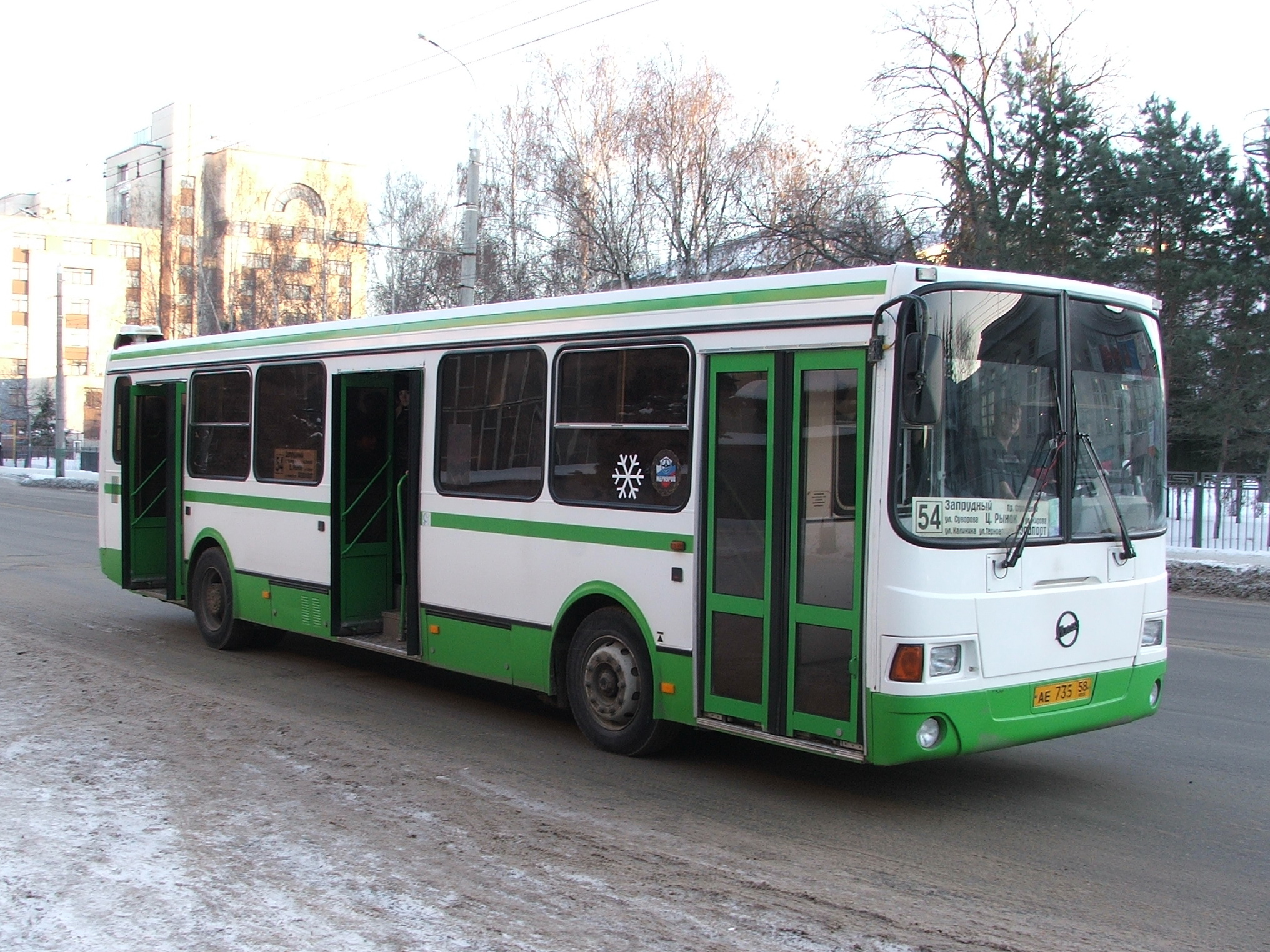
Autobús LiAZ-5256 (segunda generación) en Penza
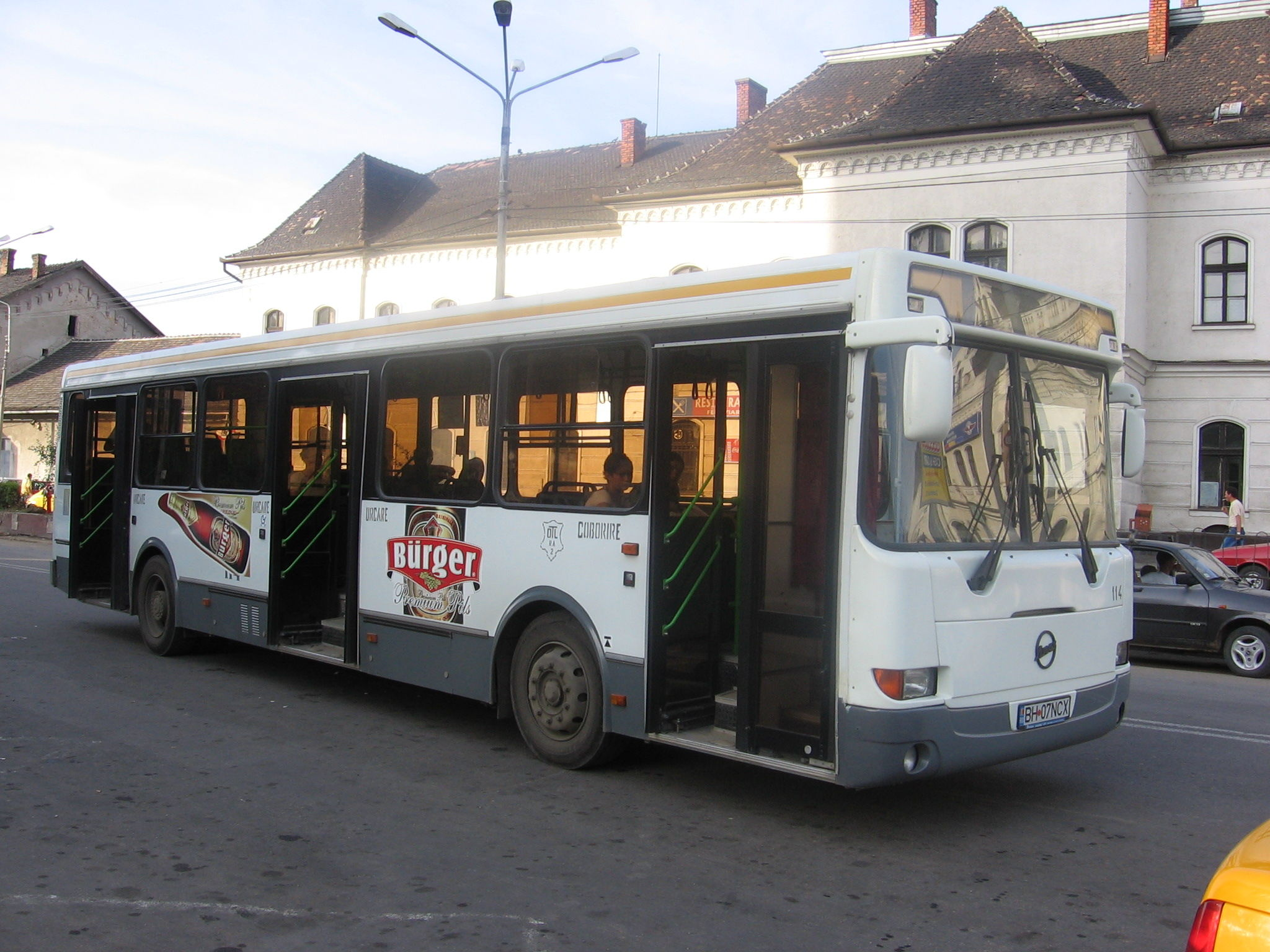
Autobús LiAZ-5256 (segunda generación) en Oradea (Rumania)
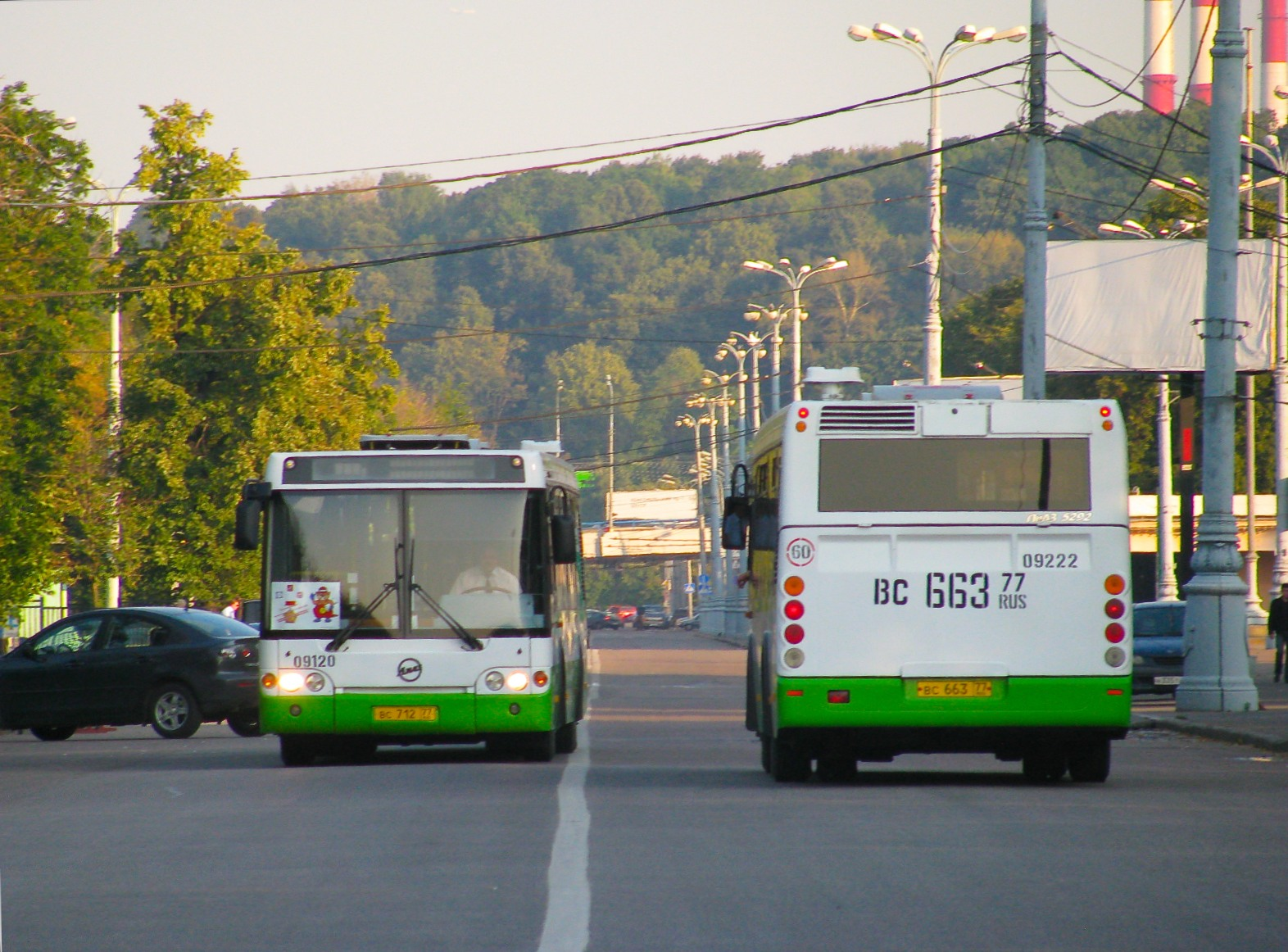
Dos autobuses LiAZ-5292.20 en Moscú
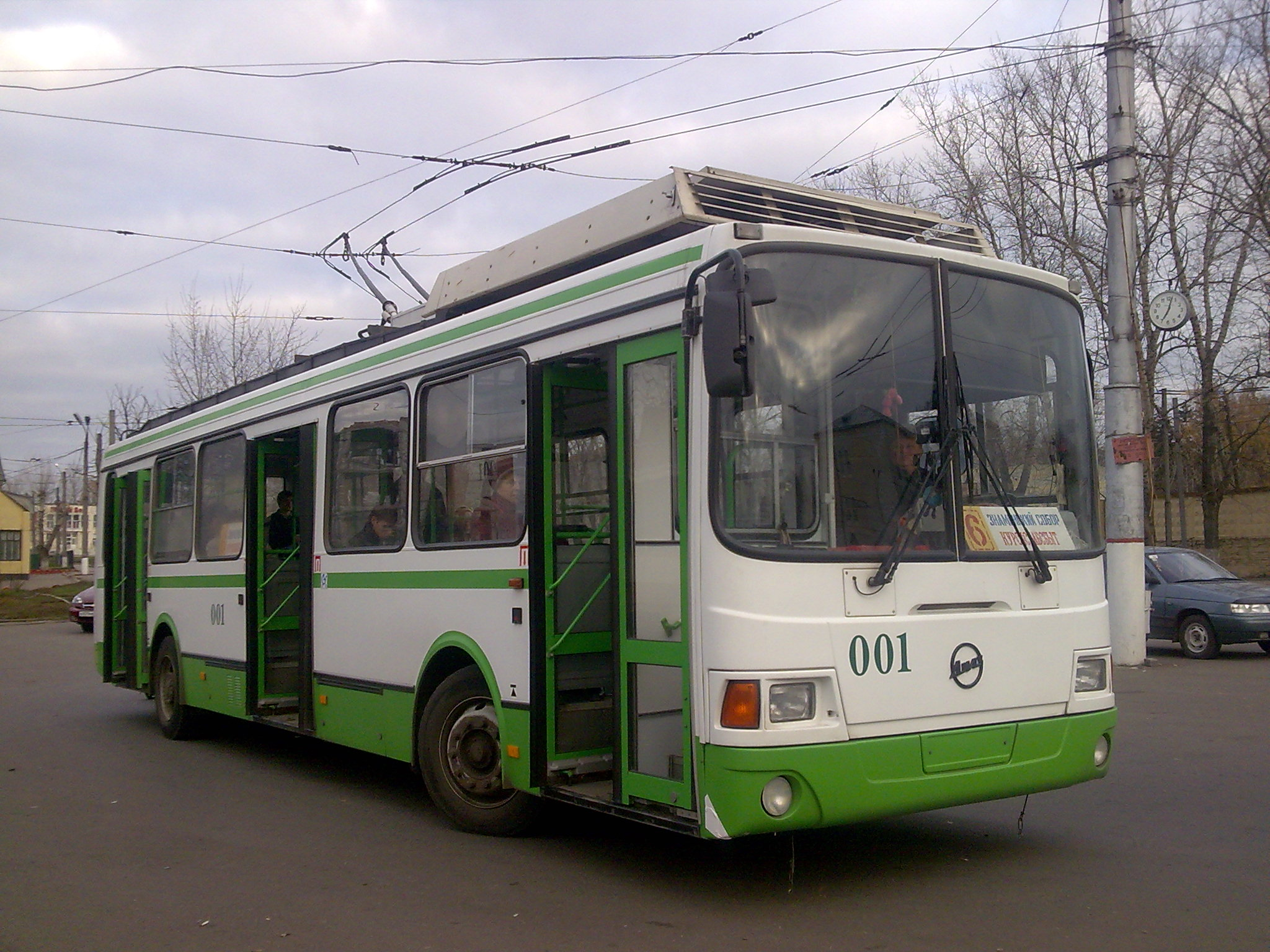
Trolebús LiAZ-5280 en Kursk